# 熱愛生命
热爱生命（原名：Love of Life）是美国作家杰克·伦敦创作的短篇小说。于1907年首次出版。
该小说讲述了一个美国西部的淘金者在归途中克服重重困难，在茫茫荒原中战胜病狼，顽强地活了下来并最终得救的故事。